# Філіпп Труссьє
Філіпп Труссьє (фр. Philippe Troussier, нар. 21 березня 1955, Париж) — французький футболіст, що грав на позиції захисника. По завершенні ігрової кар'єри — футбольний тренер, відомий роботою з цілою низкою африканських і азійських збірних та клубних команд.

## Ігрова кар'єра
У дорослому футболі дебютував 1976 року виступами за команду «Ангулем» з Дивізіону 2, в якій провів один сезон, взявши участьу 22 матчах чемпіонату.
Після цього у сезоні 1977/78 виступав за столичний «Ред Стар», але в команді не закріпився і 1978 року уклав контракт з «Руаном», у складі якого провів наступні три роки своєї кар'єри гравця.
Завершив професійну ігрову кар'єру у 29 років у клубі «Реймс», за який виступав протягом 1981—1983 років.

## Кар'єра тренера
Розпочав тренерську кар'єру відразу ж по завершенні кар'єри гравця, 1983 року, очоливши Національний футбольний центр «ІНФ Віші». У наступному сезоні Труссьє став тренером «Алансона» у французькому четвертому дивізіоні, де пропрацював три сезони.
Перед початком сезону 1987/88 очолив свій колишній клуб «Ред Стар» і у другому сезоні зміг вивести команду з третього дивізіону у другий. Тим не менш сезон 1989/90 Труссьє розпочав у Дивізіоні 2 в іншому клубі, очоливши 30 червня 1989 року «Кретей». Проте через конфлікт з клубними керівниками, Філіпп пішов з поста головного тренера в жовтні 1989 року, через три місяці після вступу в посаду.
У 1989 року переїхав в Африку. З 1989 по 1992 рік був тренером одного з грандів івуарійського футболу — «АСЕК Мімозас». З ним він виграв три чемпіонати країни, Кубок і Суперкубок країни, а також отримав івуарійське громадянство. Після цього Труссьє очолив збірну Кот-д'Івуару. Але збірна не пробилася на чемпіонат світу 1994 року, поступившись Нігерії за різницею м'ячів.
В січні 1994 року Труссьє очолив південноафриканський «Кайзер Чіфс», але в команді пропрацював лише півроку і незабаром став тренером марокканського клубу ФЮС (Рабат), з яким виграв національний кубок.
У березні 1997 року Філіпп очолив збірну Нігерії, яку вивів на чемпіонат світу 1998 року. Проте федерація футболу Нігерії вирішила звільнити Труссьє від своїх обов'язків, і в кінцевому рахунку «суперорлів» на «мундіалі» тренував досвідчений тренер Бора Мілутінович, який на той момент вже працював з трьома різними збірними на чемпіонатах світу (1986 року — з Мексикою, 1990 року — з Коста-Рикою і 1994 року — з США).
Натомість Труссьє очолив збірну Буркіна-Фасо, якою керував на домашньому Кубку африканських націй 1998, де його підопічні зайняли найвище в своїй історії місце — четверте. Після цього французького фахівця запросили до збірної Південно-Африканської Республіки для роботи з командою на чемпіонаті світу 1998 року. На «мундіалі» африканці в першому матчі розгромно поступились 0:3 співвітчизникам Труссьє французам, а потім зіграли внічию з данцями і аравійцями та з 2 очками зайняли третє місце у групі і не вийшли у плей-оф.
Після завершення чемпіонату світу Труссьє покинув збірну ПАР і незабаром очолив збірну Японії, яку мав підготувати до успішного виступу на домашньому чемпіонаті світу 2002 року. Паралельно француз очолив і молодіжну збірну Японії, з якою став фіналістом молодіжного чемпіонату світу 1999 року, а наступного року дійшов з олімпійською збірною до чвертьфіналу на турнірі на літніх Олімпійських іграх 2000 року в Сіднеї.
Першим великим турніром для Труссьє з національною збірною Японії став Кубок Америки 1999 року, де азійці здобули лише одне очко і не вийшли з групи, наступного ж року на Кубку Азії 2000 року Труссьє привів команду до чемпіонського титулу. 2001 року збірна під його керівництвом стала фіналістом домашнього Кубка конфедерацій, де японці поступились лише у фіналі французам. А на чемпіонаті світу 2002 року Японія виграла свою групу та вперше в історії вийшла у плей-оф чемпіонату, де, щоправда, в першому ж раунді вилетіла від майбутніх бронзових призерів турніру турків. По завершенні «мундіалю» Філіпп покинув збірну Японії.
У липні 2003 року Труссьє був призначений новим тренером збірної Катару, яку вивів на Кубок Азії 2004 року, проте на самому турнірі катарці зайняли останнє місце і не вийшли в плей-оф, після чого в липні 2004 році був звільнений з посади.
27 листопада 2004 року Труссьє повернувся до Франції, очоливши клуб Ліги 1 «Марсель». Під час роботи в клубі він мав важкі стосунки із зірковим Біксантом Лізаразю, чемпіоном світу і Європи, який скаржився на надто авторитарну модель управління Труссьє і незабаром повернувся у «Баварію». Сезон 2004/05 клуб під керівництвом Труссьє завершив на п'ятому місці і вийшов до Кубка Інтертото 2005 року, проте фахівець був звільнений з посади.
Труссьє ж повернувся в Африку і став головним тренером збірної Марокко, але не зміг кваліфікуватись на чемпіонат світу 2006 року. Тим не менш він залишився на посаді і був звільнений лише через два місяці через «розбіжності в поглядах» з Федерацією футболу Марокко.
У грудні 2007 року він став спортивним директором японського клубу «Рюкю», що виступав у Японській футбольній лізі, третьому дивізіоні країни. Під час його роботи з клубом головним тренером став співвітчизник Жан-Поль Раб'є, але пропрацював він в Японії лише один рік.
22 лютого 2011 року Труссьє очолив китайський «Шеньчжень Рубі», з яким в першому ж сезоні зайняв останнє 16 місце і вилетів з Суперліги, після чого протягом двох сезонів так і не зумів повернути команду в еліту і в листопаді 2013 року був звільнений.
30 червня 2014 року французький фахівець став тренером туніського «Сфаксьєна». Проте вже 28 вересня року він був звільнений після вильоту у півфіналі Ліги чемпіонів КАФ.
В грудні 2014 року Труссьє очолив клуб китайської Суперліги «Ханчжоу Грінтаун», але вже в липні наступного року був звільнений через незадовільні результати.

## Цікаві факти
- В 2006 році прийняв іслам разом з дружиною Домінік, отримавши ім'я Омар[26].
- У 2002 році отримав японський Орден Народу[27].

## Титули і досягнення
- Чемпіон Кот-д'Івуару: 1990, 1991, 1992
- Володар Кубка Кот-д'Івуару: 1990
- Володар Суперкубка Кот-д'Івуару: 1990
- Володар Кубка Марокко: 1995
- Володар Кубка Азії: 2000
- Срібний призер Азійських ігор: 2002